# زلاتا اولشنیتسه (ناحیه یابلونتس ناد نیسوو)
زلاتا اولشنیتسه (ناحیه یابلونتس ناد نیسوو) (به چکی: Zlatá Olešnice) یک منطقهٔ مسکونی در جمهوری چک است که در ناحیه یابلونتس ناد نیسوو واقع شده‌است.